# Корнешть (Гинчештський район)
Корнешть (рум. Cornești) — село у Гинчештському районі Молдови. Входить до складу комуни, адміністративним центром якої є село Секерень.

## Населення
За даними перепису населення 2004 року у селі проживала 571 особа.
Національний склад населення села:
| Національність   | Кількість осіб | Відсоток   |
| ---------------- | -------------- | ---------- |
| молдавани румуни | 566 1          | 99,1% 0,2% |
| українці         | 3              | 0,5%       |
| росіяни          | 1              | 0,2%       |
| Всього           | 571            | 100%       |